# ステッラ・トロメイ
ステッラ・トロメイ（Stella de' Tolomei、1386年頃 - 1419年7月11日）は、15世紀前半のフェラーラ侯ニッコロ3世・デステの愛人。

## 生涯
シエーナの豪族ジョヴァンニ・デ・トロメイの娘として生まれ、教養高く美しい女性であったという。ニッコロ侯爵との間に以下の3人の息子を産んだ。
- ウーゴ（1405年 - 1425年）
- レオネッロ（1407年 - 1450年） - フェラーラ侯
- ボルソ（1413年 - 1471年） - 初代フェラーラ公

ニッコロはステッラをいずれ正妻にしようと思っていたが、その前に彼女はふとした病がもとで若死にしてしまった。ニッコロはパリシーナ・マラテスタと再婚したが、パリシーナは継子にあたるウーゴとの不倫関係により、ウーゴと共に斬首された。
| スタブアイコン | サブスタブ | この項目は、まだ閲覧者の調べものの参照としては役立たない、人物に関連した書きかけの項目です。この項目を加筆・訂正などしてくださる協力者を求めています（P:人物伝/PJ:人物伝）。 |